# 위거찬
위거찬(魏巨燦, 1951년~)은 대한민국의 신학자이며 목회자이다. 명지전문대학교 사회복지학과 교수와 서울성경신학대학원대학교에서 이사장을 역임하였고 현재 청교도개혁주연구소 소장으로 있다. 전문 신학서적을 많이 번역하였으며 기독교 윤리뿐만 아니라 종교철학분야에서 권위자로 평가받는다.

## 학력
- 서울고등학교
- 서울대학교 철학과 (B. A.)
- 서울대학교 종교학과 대학원 (M. A.)
- 서울대학교 철학박사 (Ph. D.)
- 합동신학대학원대학교 (M. Div.)
- 풀러 신학교( Fuller Theological Seminary, D. Min.)

## 저서
- 「스코틀랜드 종교개혁과 신앙고백 해설」
- 「기독교와 종교사」 2011, CLC
- 「기독교와 포스트모더니즘」 2011, CLC
- 「성서윤리와 기독교윤리」 2013, 도서출판 지민
- 「성경과 현대사회」 2015, CLC 외 다수
- 宗敎간의 對話를 指向한 宗敎史 神學의 硏究 : Schleiermacher, Otto. Tillich의 宗敎史 理解를 중심으로 (서울대학교대학원 박사논문, 1989)

## 역서
- 「기독교 윤리」 Conelius Van Til, 1984, 엠마오
- 「계시철학」 H. Bavinck, 1985, 성광출판사
- 「기독교 변증학」 Norman L. Geisler, 1989, 성광출판사
- 「기독교 윤리학」 Norman L. Geisler, 2003, CLC 외 다수
- 「종교철학개론」 Norman L. Geisler, 1982

## 같이 보기
- 대한민국의 신학자 목록